# 阿尔方斯·吕特克-韦斯特许斯
阿尔方斯·吕特克-韦斯特许斯（德語：Alfons Lütke-Westhues，1930年5月17日—2004年3月8日），德国男子马术运动员。他曾代表德国参加1956年夏季奥林匹克运动会马术比赛，获得一枚金牌。